# Полет 66 на „Ийстърн Еър Лайнс“
Полет 66 на „Ийстърн Еър Лайнс“ е редовен вътрешен полет от международното летище „Ню Орлиънс“, Ню Орлиънс, Луизиана, до международното летище „Джон Ф. Кенеди“, Ню Йорк, Ню Йорк, Съединените американски щати, управляван от „Ийстърн Еър Лайнс“. На 24 юни 1975 г. самолетът „Боинг 727-225“, който изпълнява полета, се разбива и избухва в пламъци, докато се приближава към международното летище „Джон Ф. Кенеди“. В инцидента умират 113 от 124 души на борда. Метеорологичните условия на летището са влошени, преобладава гръмотевична буря, а контролерът съобщава за „много слаб дъжд и мъгла“ и нулева видимост. Това е най-смъртоносният инцидент с един самолет в историята на страната до този момент и остава такъв до катастрофата на самолета при полет 191 на „Американ Еърлайнс“ през 1979 г.
Разследването установява, че капитанът е наясно с информацията за силно срязване на вятъра по траекторията на последния заход, но въпреки това решава да продължи. В окончателния си доклад Националният съвет за безопасност на транспорта определя, че катастрофата е причинена от срязване на вятъра, след микровзрив, но неуспехът на летището и екипажа на полета да разпознаят опасността в неблагоприятните условия, също допринасят за катастрофата. Въпреки това неблагоприятните ветрове може да са твърде силни за успешен заход и кацане дори ако се разчита на показанията на полетните инструменти.
Инцидентът довежда до разработването на система за предупреждение за срязване на вятъра на ниско ниво от Федералната авиационна администрация през 1976 г., която е инсталирана на 110 летища между 1977 г. и 1987 г. Концепцията за микровзрив все още не е разбрана, когато става този инцидент и по-късно започват прочувания по темата. Метеорологът Тед Фуджита нарича това явление „избухващи клетки“ и установява, че самолет може да бъде „сериозно засегнат“ от „избухване на въздушно течение“. Теорията му обаче не е приета веднага. Въпреки това катастрофите при полет 759 на „Пан Ам“ през 1982 г. и полет 191 на „Делта Еър Лайнс“ през 1985 г. карат авиационната общност да преоцени и приеме теорията на Фуджита и започва да изследва сериозно системите за откриване и избягване такива явления.